# Hedwig Küthmann
Hedwig Küthmann, geb. Kusel (geboren am 11. Januar 1892 in Karlsruhe; gestorben vor oder am 10. April 1967) war eine deutsche Klassische Archäologin.

## Leben
Hedwig Kusel stammte aus einer angesehenen badischen Juristenfamilie. Ihr Großvater väterlicherseits, der Rechtsanwalt Rudolf Kusel, war der erste jüdische Abgeordnete, der in die Zweite Kammer der Badischen Ständeversammlung gewählt wurde.
Hedwig Kusel war seit 1921 mit dem Ägyptologen Carl Küthmann verheiratet. Sie folgte ihm nach Hannover, wo dieser seit 1919 festangestellter Assistent und ab 1920 Direktor des Kestner-Museums war. Aufgrund ihrer jüdischen Abstammung wurde Carl Küthmann 1938 als Museumsdirektor entlassen. Die Familie lebte bis zum Ende des Zweiten Weltkriegs in Grenzach in der Nähe zur Schweizer Grenze, immer bereit zur Flucht. Carl Küthmann kehrte im Herbst 1945 nach Hannover zurück, da er erneut zum Direktor des Kestner-Museums berufen worden war.
Hedwig und Carl Küthmann hatten einen Sohn, den Numismatiker Harald Küthmann, sowie eine Tochter, Edith Hedwig (Jg. 1924), die mit dem Münzhändler Richard Gaettens jun. verheiratet war.

## Werdegang
Hedwig Kusel studierte Klassische Archäologie an der Universität Heidelberg sowie an der Universität Leipzig. Ihre akademischen Lehrer waren neben Friedrich von Duhn, bei dem sie 1917 mit der Dissertation „Die Frankfurter Musen“ promoviert wurde, Franz Boll, Alfred von Domaszewski, Rudolf Pagenstecher und Franz Studniczka.
Nach ihrer Promotion bearbeitete sie Teilbestände der Antikensammlung des Museums für Kunst und Gewerbe in Hamburg, ohne jedoch eine Festanstellung zu haben. Noch 1920 hatte von Duhn seine Schülerin dem Hamburger Senator und Bürgermeister Werner von Melle empfohlen.
Archäologisch und publizistisch war Hedwig Küthmann nur kurze Zeit tätig. Nach dem Krieg arbeitete sie als "freiwillige Helferin" in der Tauschabteilung der Universitätsbibliothek Basel.

## Schriften
- Die Frankfurter Musen. Verlag Carl Winter, Heidelberg 1917.
- mit Rudolf Pagenstecher: Die Neuerwerbungen des Hamburgischen Museums für Kunst und Gewerbe. In: Archäologischer Anzeiger 1917, Sp. 55–118.
- Antikes Kunstgewerbe im Hamburger Museum für Kunst und Gewerbe in Hamburg. In: Der Cicerone. Halbmonatsschrift für die Interessen des Kunstforschers & Sammlers 10, 1918, S. 127–134.
- Thessalischer Goldschmuck im Hamburger Museum für Kunst und Gewerbe. In: Mitteilungen des Deutschen Archäologischen Instituts, Athenische Abteilung 50, 1925, S. 167–191. doi:10.11588/diglit.29494.21
- Beintessera mit "Prandium". In: Zeitschrift für Numismatik 38, 1928, S. 73–74.